# Slavětín (kraj Wysoczyna)
Slavětín – miejscowość i gmina (obec) w Czechach, w kraju Wysoczyna, w powiecie Havlíčkův Brod. W 2022 roku liczyła 111 mieszkańców.